# Polaris (Schiff, 1960)
Die Polaris war ein Kreuzfahrtschiff unter der Flagge Ecuadors, das zuletzt von Lindblad Expeditions betrieben wurde. Das ursprünglich 1960 als Fähre unter dem Namen Öresund in Dienst gestellte Schiff wurde 1981 für Expeditionskreuzfahrten umgebaut und wechselte danach mehrfach den Namen und Betreiber. 2010 wurde das 2008 in National Geographic Polaris umbenannte Schiff nach fünfzig Dienstjahren in Ecuador abgewrackt.

## Geschichte
Die Öresund entstand unter der Baunummer 55 in der Aalborg Værft in Aalborg und wurde am 24. November 1959 vom Stapel gelassen. Nach der Ablieferung an den Svenska Lloyd am 16. Juni 1960 nahm das Schiff am 21. Juni den Linienbetrieb zwischen Malmö und Kopenhagen auf.
Die Öresund blieb zwanzig Jahre auf dieser Strecke im Einsatz, ehe sie 1980 an Lindblad Expeditions verkauft wurde. Im November 1981 erhielt das Schiff unter seinem neuen Namen Lindblad Polaris einen Umbau zum Expeditionskreuzfahrtschiff in Göteborg. Im April 1982 trat die Lindblad Polaris schließlich ihre erste Fahrt an.
Bereits nach drei Jahren wurde das Schiff 1985 wieder ausgemustert und in Stockholm aufgelegt. Im Dezember 1986 kam es unter dem Namen Polaris unter Bereederung der Dry Cargo Sh Ltd. mit Sitz auf den Bahamas wieder in Fahrt. Nach zehn Jahren im Dienst ging die Polaris 1996 wieder an Lindblad Expeditions, die sie für Reisen vor den Galapagosinseln einsetzten. 2000 wurde das Schiff von den Bahamas nach Ecuador umgeflaggt.
Im März 2008 erhielt die Polaris den Namen National Geographic Polaris, wurde jedoch weiterhin von Lindblad gemeinsam mit der National Geographic Endeavour sowie der National Geographic Explorer eingesetzt. Nach einem weiteren Jahren im Dienst wurde das mittlerweile fast fünfzig Jahre Schiff im März 2009 ausgemustert und 2010 unter dem verkürzten Namen Polaris an eine lokale Abbruchwerft in Ecuador verkauft, wo es abgewrackt wurde.